# Kidadur, Kushtagi
Kidadur là một làng thuộc tehsil Kushtagi, huyện Koppal, bang Karnataka, Ấn Độ.